# 하현도드리
하현도드리(下絃－)는 <영산회상>의 제6곡으로 삼현도드리의 변주곡이다. 장단은 상현도드리와 같이 6박 한 장단이다. 현행 하현은 다음과 같이 4장 26장단으로 되어 있다.
- 초장 － 제1-7장단(7장단)
- 2장 － 제8-14장단(7장단)
- 3장 － 제15-17장단(3장단)
- 4장 － 제18-26장단(9장단)